# إبراتروبيوم بروميد
إبراتروبيوم بروميد (الاسم الدولي غير مسجّل الملكيّة، أسماء تجارية أتروفنت، وأبوفنت، وإبراكسا، وإيروفنت، وريناتك) هو الدواء الذي يخفف من التشنّج القصبي. هو دواء من مضادات الكولين يُستخدم لعلاج مرض الانسداد الرئوي المزمن والربو الحاد. يُحصر الإبراتروبيوم بروميد مستقبلات الأستيل كولين المسكارينية في العضلات الملساء في قصبات الرئتين، موسّعًا القصبات.
يتواجد الإبراتروبيوم بروميد في قائمة منظمة الصحة العالمية للأدوية الأساسية، وهي قائمة لأهم الأدوية في نظام رعاية صحية أساسية.

## استعمالات طبية
يعطى الإبراتروبيوم بروميد بالاستنشاق لعلاج مرض الانسداد الرئوي المزمن. لهذا الغرض تم توفيرة في علبة استخدام للاستنشاق أو في قارورة جرعة واحدة للاستخدام في البخاخات.

## موانع الاستعمال
لا توجد موانع استعمال للابراتروبيوم بروميد المستنشق، عدا عن فرط التحسس للأتروبين والمواد ذات الصلة. أما بالنسبة للتناول الفموي، فموانع الاستعمال تشبه موانع استعمال مضادات كولين أخرى؛ وتشمل زرق ضيّق الزاوية وانسداد الأمعاء وانسداد الجهاز البولي.

## آثار جانبية
تكاد أن تنعدم الآثار الجانبية المعروفة لمضادات الكولين عند استخدام الإبراتروبيوم بروميد بالاستنشاق. ومع ذلك، فقد تم الإبلاغ عن جفاف الفم والتخدير كآثار جانبية ممكنة. بالإضافة إلى ذلك، لوحظت آثار مثل احمرار الجلد، وتسرّع القلب، والزرق مغلق الزاوية الحاد، والغثيان، والخفقان، والصداع.